# أليساندرو أغوستيني
أليساندرو أغوستيني (بالإيطالية: Alessandro Agostini)‏ (مواليد 23 يوليو 1979 في إمبولي - إيطاليا) لاعب كرة قدم إيطالي يلعب حاليا لصالح نادي الدرجة الأولى كالياري الإيطالي منذ 2004 في مركز قلب الدفاع .

## روابط خارجية
- أليساندرو أغوستيني على موقع الاتحاد الأوربي (الإنجليزية)
- أليساندرو أغوستيني على موقع قاعدة بيانات كرة القدم.إي يو (الإنجليزية)
- أليساندرو أغوستيني على موقع Soccerway.com (الإنجليزية)
- أليساندرو أغوستيني على موقع كووورة
- أليساندرو أغوستيني على موقع AS.com (الإسبانية)